# Tournoi de Dubaï de rugby à sept 2006
Navigation
2005 2007
Le Tournoi de Dubaï de rugby à sept 2006 (anglais : Dubai rugby sevens 2006) est la 1re étape la saison 2006-2007 du IRB Sevens World Series. Elle se déroule les 01 et 2 décembre 2006 au Dubai Exiles Rugby Ground à Dubai.
La victoire finale revient à l'équipe d'Afrique du Sud, battant en finale l'équipe de Nouvelle-Zélande sur le score de 31 à 12.

## Équipes participantes
Seize équipes participent au tournoi :
- Afrique du Sud
- Angleterre
- Argentine
- Australie
- Canada
- Fidji
- France
- Pays de Galles
- Kenya
- Nouvelle-Zélande
- Pays du Golfe
- Portugal
- Samoa
- Tunisie
- Zimbabwe
- Écosse

## Phase de poules

### Poule A
| Rang | Pays      | J | V | N | D | Pm | Pe | Diff | Pts |
| ---- | --------- | - | - | - | - | -- | -- | ---- | --- |
| 1    | Fidji     | 3 | 2 | 0 | 1 | 95 | 19 | +76  | 7   |
| 2    | Australie | 3 | 2 | 0 | 1 | 53 | 33 | +20  | 7   |
| 3    | Portugal  | 3 | 2 | 0 | 1 | 41 | 46 | -5   | 7   |
| 4    | Kenya     | 3 | 0 | 0 | 3 | 7  | 98 | -91  | 3   |

|  | Australie | 19 - 14 | Fidji | Dubai Exiles Rugby Ground, Dubai |
|  |           |         |       | Dubai Exiles Rugby Ground, Dubai |
|  |           |         |       | Dubai Exiles Rugby Ground, Dubai |

|  | Portugal | 29 - 0 | Kenya | Dubai Exiles Rugby Ground, Dubai |
|  |          |        |       | Dubai Exiles Rugby Ground, Dubai |
|  |          |        |       | Dubai Exiles Rugby Ground, Dubai |

|  | Australie | 24 - 7 | Kenya | Dubai Exiles Rugby Ground, Dubai |
|  |           |        |       | Dubai Exiles Rugby Ground, Dubai |
|  |           |        |       | Dubai Exiles Rugby Ground, Dubai |

|  | Fidji | 36 - 0 | Portugal | Dubai Exiles Rugby Ground, Dubai |
|  |       |        |          | Dubai Exiles Rugby Ground, Dubai |
|  |       |        |          | Dubai Exiles Rugby Ground, Dubai |

|  | Portugal | 12 - 10 | Australie | Dubai Exiles Rugby Ground, Dubai |
|  |          |         |           | Dubai Exiles Rugby Ground, Dubai |
|  |          |         |           | Dubai Exiles Rugby Ground, Dubai |

|  | Fidji | 45 - 0 | Kenya | Dubai Exiles Rugby Ground, Dubai |
|  |       |        |       | Dubai Exiles Rugby Ground, Dubai |
|  |       |        |       | Dubai Exiles Rugby Ground, Dubai |

### Poule B
| Rang | Pays       | J | V | N | D | Pm | Pe | Diff | Pts |
| ---- | ---------- | - | - | - | - | -- | -- | ---- | --- |
| 1    | Angleterre | 3 | 3 | 0 | 0 | 86 | 7  | +79  | 9   |
| 2    | France     | 3 | 1 | 0 | 2 | 35 | 52 | -17  | 5   |
| 3    | Zimbabwe   | 3 | 1 | 0 | 2 | 36 | 55 | -19  | 5   |
| 4    | Écosse     | 3 | 1 | 0 | 2 | 33 | 76 | -43  | 5   |

|  | Angleterre | 19 - 7 | France | Dubai Exiles Rugby Ground, Dubai |
|  |            |        |        | Dubai Exiles Rugby Ground, Dubai |
|  |            |        |        | Dubai Exiles Rugby Ground, Dubai |

|  | Écosse | 19 - 17 | Zimbabwe | Dubai Exiles Rugby Ground, Dubai |
|  |        |         |          | Dubai Exiles Rugby Ground, Dubai |
|  |        |         |          | Dubai Exiles Rugby Ground, Dubai |

|  | France | 21 - 14 | Écosse | Dubai Exiles Rugby Ground, Dubai |
|  |        |         |        | Dubai Exiles Rugby Ground, Dubai |
|  |        |         |        | Dubai Exiles Rugby Ground, Dubai |

|  | Angleterre | 29 - 0 | Zimbabwe | Dubai Exiles Rugby Ground, Dubai |
|  |            |        |          | Dubai Exiles Rugby Ground, Dubai |
|  |            |        |          | Dubai Exiles Rugby Ground, Dubai |

|  | Zimbabwe | 19 - 7 | France | Dubai Exiles Rugby Ground, Dubai |
|  |          |        |        | Dubai Exiles Rugby Ground, Dubai |
|  |          |        |        | Dubai Exiles Rugby Ground, Dubai |

|  | Angleterre | 38 - 0 | Écosse | Dubai Exiles Rugby Ground, Dubai |
|  |            |        |        | Dubai Exiles Rugby Ground, Dubai |
|  |            |        |        | Dubai Exiles Rugby Ground, Dubai |

### Poule C
| Rang | Pays           | J | V | N | D | Pm  | Pe | Diff | Pts |
| ---- | -------------- | - | - | - | - | --- | -- | ---- | --- |
| 1    | Afrique du Sud | 3 | 3 | 0 | 0 | 120 | 24 | +96  | 9   |
| 2    | Canada         | 3 | 2 | 0 | 1 | 52  | 78 | -26  | 7   |
| 3    | Tunisie        | 3 | 1 | 0 | 2 | 50  | 64 | -14  | 5   |
| 4    | Argentine      | 3 | 0 | 0 | 3 | 36  | 92 | -56  | 3   |

|  | Afrique du Sud | 40 - 7 | Argentine | Dubai Exiles Rugby Ground, Dubai |
|  |                |        |           | Dubai Exiles Rugby Ground, Dubai |
|  |                |        |           | Dubai Exiles Rugby Ground, Dubai |

|  | Canada | 19 - 14 | Tunisie | Dubai Exiles Rugby Ground, Dubai |
|  |        |         |         | Dubai Exiles Rugby Ground, Dubai |
|  |        |         |         | Dubai Exiles Rugby Ground, Dubai |

|  | Canada | 28 - 17 | Argentine | Dubai Exiles Rugby Ground, Dubai |
|  |        |         |           | Dubai Exiles Rugby Ground, Dubai |
|  |        |         |           | Dubai Exiles Rugby Ground, Dubai |

|  | Afrique du Sud | 33 - 12 | Tunisie | Dubai Exiles Rugby Ground, Dubai |
|  |                |         |         | Dubai Exiles Rugby Ground, Dubai |
|  |                |         |         | Dubai Exiles Rugby Ground, Dubai |

|  | Tunisie | 24 - 12 | Argentine | Dubai Exiles Rugby Ground, Dubai |
|  |         |         |           | Dubai Exiles Rugby Ground, Dubai |
|  |         |         |           | Dubai Exiles Rugby Ground, Dubai |

|  | Afrique du Sud | 47 - 5 | Canada | Dubai Exiles Rugby Ground, Dubai |
|  |                |        |        | Dubai Exiles Rugby Ground, Dubai |
|  |                |        |        | Dubai Exiles Rugby Ground, Dubai |

### Poule D
| Rang | Pays             | J | V | N | D | Pm | Pe  | Diff | Pts |
| ---- | ---------------- | - | - | - | - | -- | --- | ---- | --- |
| 1    | Nouvelle-Zélande | 3 | 2 | 0 | 1 | 92 | 22  | +70  | 7   |
| 2    | Samoa            | 3 | 2 | 0 | 1 | 78 | 24  | +54  | 7   |
| 3    | Pays de Galles   | 3 | 2 | 0 | 1 | 76 | 45  | +31  | 7   |
| 4    | Pays du Golfe    | 3 | 0 | 0 | 3 | 0  | 155 | -155 | 3   |

|  | Samoa | 10 - 7 | Nouvelle-Zélande | Dubai Exiles Rugby Ground, Dubai |
|  |       |        |                  | Dubai Exiles Rugby Ground, Dubai |
|  |       |        |                  | Dubai Exiles Rugby Ground, Dubai |

|  | Pays de Galles | 47 - 0 | Pays du Golfe | Dubai Exiles Rugby Ground, Dubai |
|  |                |        |               | Dubai Exiles Rugby Ground, Dubai |
|  |                |        |               | Dubai Exiles Rugby Ground, Dubai |

|  | Pays de Galles | 17 - 14 | Samoa | Dubai Exiles Rugby Ground, Dubai |
|  |                |         |       | Dubai Exiles Rugby Ground, Dubai |
|  |                |         |       | Dubai Exiles Rugby Ground, Dubai |

|  | Nouvelle-Zélande | 54 - 0 | Pays du Golfe | Dubai Exiles Rugby Ground, Dubai |
|  |                  |        |               | Dubai Exiles Rugby Ground, Dubai |
|  |                  |        |               | Dubai Exiles Rugby Ground, Dubai |

|  | Samoa | 54 - 0 | Pays du Golfe | Dubai Exiles Rugby Ground, Dubai |
|  |       |        |               | Dubai Exiles Rugby Ground, Dubai |
|  |       |        |               | Dubai Exiles Rugby Ground, Dubai |

|  | Nouvelle-Zélande | 31 - 12 | Pays de Galles | Dubai Exiles Rugby Ground, Dubai |
|  |                  |         |                | Dubai Exiles Rugby Ground, Dubai |
|  |                  |         |                | Dubai Exiles Rugby Ground, Dubai |

## Phase finale
Résultats de la phase finale

### Tournois principaux

#### Cup
|  | Quarts de finale | Quarts de finale |                  |    | Demi-finales | Demi-finales |  |  | Finale | Finale |
|  | Quarts de finale | Quarts de finale |                  |    | Demi-finales | Demi-finales |  |  | Finale | Finale |
|  |                  |                  |                  |    |              |              |  |  |        |        |
|  |                  |                  |                  |    |              |              |  |  |        |        |
|  |                  |                  |                  |    |              |              |  |  |        |        |
|  | Afrique du Sud   | 19               |                  |    |              |              |  |  |        |        |
|  | Afrique du Sud   | 19               |                  |    |              |              |  |  |        |        |
|  | Samoa            | 10               |                  |    |              |              |  |  |        |        |
|  | Samoa            | 10               | Afrique du Sud   | 19 |              |              |  |  |        |        |
|  |                  |                  | Afrique du Sud   | 19 |              |              |  |  |        |        |
|  |                  | Angleterre       | 0                |    |              |              |  |  |        |        |
|  | Angleterre       | Angleterre       | 0                | 21 |              |              |  |  |        |        |
|  | Angleterre       |                  |                  | 21 |              |              |  |  |        |        |
|  | Australie        | 5                |                  |    |              |              |  |  |        |        |
|  | Australie        | 5                | Afrique du Sud   | 31 |              |              |  |  |        |        |
|  |                  |                  | Afrique du Sud   | 31 |              |              |  |  |        |        |
|  |                  | Nouvelle-Zélande | 12               |    |              |              |  |  |        |        |
|  | Nouvelle-Zélande | Nouvelle-Zélande | 12               | 31 |              |              |  |  |        |        |
|  | Nouvelle-Zélande |                  |                  | 31 |              |              |  |  |        |        |
|  | Canada           | 0                |                  |    |              |              |  |  |        |        |
|  | Canada           | 0                | Nouvelle-Zélande | 17 |              |              |  |  |        |        |
|  |                  |                  | Nouvelle-Zélande | 17 |              |              |  |  |        |        |
|  |                  | Fidji            | 12               |    |              |              |  |  |        |        |
|  | Fidji            | Fidji            | 12               | 46 |              |              |  |  |        |        |
|  | Fidji            |                  |                  | 46 |              |              |  |  |        |        |
|  | France           | 7                |                  |    |              |              |  |  |        |        |
|  | France           | 7                |                  |    |              |              |  |  |        |        |

#### Bowl
|  | Quarts de finale | Quarts de finale |           |    | Demi-finales | Demi-finales |  |  | Finale | Finale |
|  | Quarts de finale | Quarts de finale |           |    | Demi-finales | Demi-finales |  |  | Finale | Finale |
|  |                  |                  |           |    |              |              |  |  |        |        |
|  |                  |                  |           |    |              |              |  |  |        |        |
|  |                  |                  |           |    |              |              |  |  |        |        |
|  | Argentine        | 24               |           |    |              |              |  |  |        |        |
|  | Argentine        | 24               |           |    |              |              |  |  |        |        |
|  | Pays de Galles   | 10               |           |    |              |              |  |  |        |        |
|  | Pays de Galles   | 10               | Argentine | 10 |              |              |  |  |        |        |
|  |                  |                  | Argentine | 10 |              |              |  |  |        |        |
|  |                  | Portugal         | 7         |    |              |              |  |  |        |        |
|  | Portugal         | Portugal         | 7         | 33 |              |              |  |  |        |        |
|  | Portugal         |                  |           | 33 |              |              |  |  |        |        |
|  | Écosse           | 12               |           |    |              |              |  |  |        |        |
|  | Écosse           | 12               | Argentine | 26 |              |              |  |  |        |        |
|  |                  |                  | Argentine | 26 |              |              |  |  |        |        |
|  |                  | Zimbabwe         | 7         |    |              |              |  |  |        |        |
|  | Zimbabwe         | Zimbabwe         | 7         | 12 |              |              |  |  |        |        |
|  | Zimbabwe         |                  |           | 12 |              |              |  |  |        |        |
|  | Kenya            | 0                |           |    |              |              |  |  |        |        |
|  | Kenya            | 0                | Zimbabwe  | 17 |              |              |  |  |        |        |
|  |                  |                  | Zimbabwe  | 17 |              |              |  |  |        |        |
|  |                  | Tunisie          | 10        |    |              |              |  |  |        |        |
|  | Tunisie          | Tunisie          | 10        | 26 |              |              |  |  |        |        |
|  | Tunisie          |                  |           | 26 |              |              |  |  |        |        |
|  | Pays du Golfe    | 0                |           |    |              |              |  |  |        |        |
|  | Pays du Golfe    | 0                |           |    |              |              |  |  |        |        |

### Matchs de classement

#### Plate
|  | Demi-finales | Demi-finales |       |    | Finale | Finale |
|  | Demi-finales | Demi-finales |       |    | Finale | Finale |
|  |              |              |       |    |        |        |
|  |              |              |       |    |        |        |
|  |              |              |       |    |        |        |
|  | Samoa        | 12           |       |    |        |        |
|  | Samoa        | 12           |       |    |        |        |
|  | Australie    | 5            |       |    |        |        |
|  | Australie    | 5            | Samoa | 26 |        |        |
|  |              |              | Samoa | 26 |        |        |
|  |              | France       | 7     |    |        |        |
|  | France       | France       | 7     | 36 |        |        |
|  | France       |              |       | 36 |        |        |
|  | Canada       | 0            |       |    |        |        |
|  | Canada       | 0            |       |    |        |        |

#### Shield
|  | Demi-finales   | Demi-finales  |                |    | Finale | Finale |
|  | Demi-finales   | Demi-finales  |                |    | Finale | Finale |
|  |                |               |                |    |        |        |
|  |                |               |                |    |        |        |
|  |                |               |                |    |        |        |
|  | Pays de Galles | 17            |                |    |        |        |
|  | Pays de Galles | 17            |                |    |        |        |
|  | Écosse         | 12            |                |    |        |        |
|  | Écosse         | 12            | Pays de Galles | 33 |        |        |
|  |                |               | Pays de Galles | 33 |        |        |
|  |                | Pays du Golfe | 0              |    |        |        |
|  | Pays du Golfe  | Pays du Golfe | 0              | 12 |        |        |
|  | Pays du Golfe  |               |                | 12 |        |        |
|  | Kenya          | 7             |                |    |        |        |
|  | Kenya          | 7             |                |    |        |        |

## Bilan
Statistiques sportives
- Meilleur marqueur du tournoi :
- Meilleur réalisateur du tournoi :

Affluences